# Försummad av sin fru
Försummad av sin fru är en svensk film från 1947 i regi av Gösta Folke. 

## Handling
Siska och Pelle är nygifta och båda jobbar som journalister på Dagens Morgonpress. De ses inte så ofta då Siska även på fritiden ägnar sig åt sitt jobb och Pelle tycker bäst om att vara hemma och ta det lugnt. De finner dock en originell lösning på problemet...

## Om filmen
Filmen hade Sverigepremiär i Stockholm den 20 oktober 1947. 
Försummad av sin fru har visats i SVT, bland annat i januari och april 2020.

## Rollista
- Irma Christenson – Magda "Siska" Hedberg, journalist
- Karl-Arne Holmsten – Linus "Pelle" Hedberg, journalist
- Agneta Prytz – Tove Larsson
- Lars Kåge – fabrikör Söderlund
- Carl Hagman – Lövgren
- Åke Claesson – chefredaktören
- Harry Ahlin – redaktör Olsson
- Barbro Flodquist – en journalist
- Georg Skarstedt – Linde
- Torsten Bergström – doktor Westlund
- Arne Lindblad – nattredaktör
- Ludde Juberg – korvgubbe på Kungsgatan
- Ingrid Luterkort – journalist
- Signe Lundberg-Settergren – kassörska på tidningen
- Hugo Tranberg – vaktmästare på tidningen
- Margit Andelius – dam på stadsbiblioteket
- Erland Colliander – Hansson, bibliotekarie
- Artur Cederborgh – portvakt i Birger Jarlspassagen
- Sven "Esse" Björkman – medarbetare på krogen
- Helge Karlsson – rockvaktmästare
- David Erikson – man som söker råd i hjärteangelägenheter
- Sif Ruud – hans fru
- John Norrman – sandwichmannen på Kungsgatan